# Les Pommerats
Les Pommerats is een plaats en voormalige gemeente in het Zwitserse kanton Jura, en maakt deel uit van het district Franches-Montagnes.
Les Pommerats telt 253 inwoners.

## Geschiedenis
Op 1 januari 2009 werden Les Pommerats en Goumois opgenomen in de gemeente Saignelégier.

## Externe link

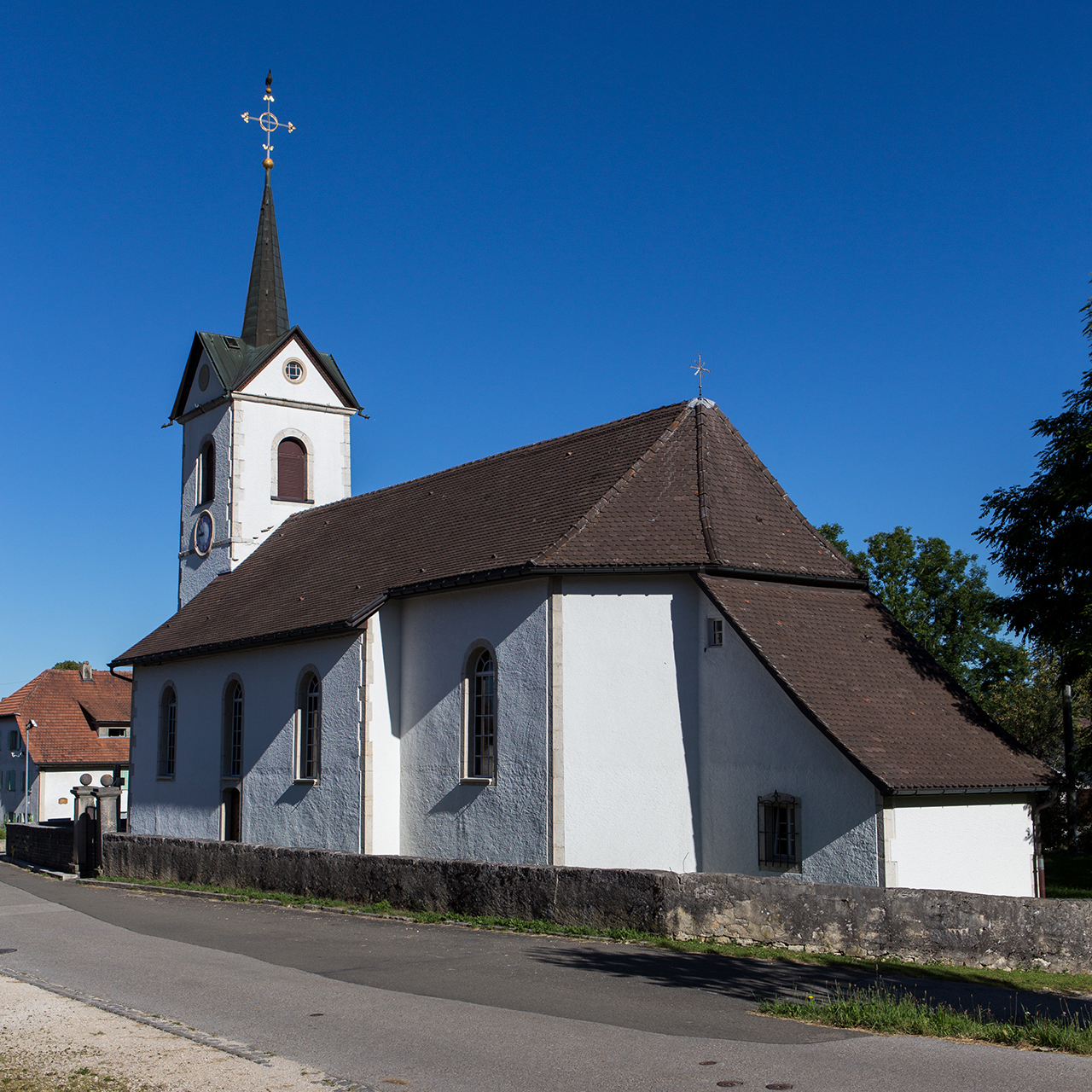
De kerk van Les Pommerats